# کلویی بنت
کلویی بنت (نام تولد کلویی وانگ؛ ۱۸ آوریل، ۱۹۹۲) بازیگر و خوانندهٔ سابق آمریکایی است. او به خاطر بازی در نقش دیزی جانسون (پیشتر معروف به اسکای) در سریال داستانی-جاسوسی ای‌بی‌سی به نام ماموران شیلد معروف است.
او در فیلم مسابقات رالی جاده‌ای بازی کرده است.